# Pocancy
Pocancy – miejscowość i gmina we Francji, w regionie Grand Est, w departamencie Marna.

## Demografia
Opracowano na podstawie:
Ludność Pocancy w 1968 wynosiła 177 mieszkańców, a w 1975 214. Według danych na rok 1990 gminę zamieszkiwało 191 osób, a gęstość zaludnienia wynosiła 7 osób/km². W 1999 ludność Pocancy wynosiła 178 osób.
Według danych z 2007, Pocancy zamieszkiwało 161 osób, w tym 78 kobiet i 83 mężczyzn.